# Viuda de Josep Tolrà, S.A.
L'empresa Viuda de Josep Tolrà, S.A, també coneguda com la Tolrà fou una empresa cotonera fundada l'any 1885 a Castellar del Vallès per Josep Tolrà Abellà. La Tolrà fou l'empresa més important en el desenvolupament de Castellar del Vallès, tant des del punt de vista econòmic com social. La Tolrà tancaria les seves portes l'any 1995. A part dels centres de producció, instal·lats des de sempre a Castellar del Vallès, a la ciutat de Barcelona van tenir el centre de venda, magatzem, distribució i alta direcció.

## Història

### Seglexix
L'empresa Viuda de Josep Tolrà, S.A fou fundada per Josep Tolrà Abellà. els inicis de l'activitat empresarial es remunten al lloguer que Tolrà feu del salt d'aigua del Molí d'en Busquets l'any 1856 i l'any següent, de tot el molí, on va instal·lar-hi els primers telers i màquines de filatura. El 1866 va llogar el molí bataner de can Barba, on també va instal·lar telers. A finals de segle va fer l'última ampliació amb l'adquisició dels molins de cal Xom i la Farga, que eren petits nuclis industrials.
Durant la segona meitat del segle xix, un dels principals problemes que tenia la indústria tèxtil era que les teles o teixits tractats químicament per al blanqueig agafaven un color groguenc. Josep Tolrà es va proposar solucionar aquest problema amb un equip de tècnics que aconseguiren l'acabat de blancor que caracteritzaren i identificaren les peces de roba blanca i llençols. La participació en diverses exposicions per a solucionar aquest problema (París 1867, Viena 1873, Filadèlfia 1876 i Barcelona 1888) va servir per presentar els teixits Tolrà a nivell internacional i obtenint la medalla d'or a l'edició barcelonina de 1888.
Josep Tolrà Abellà va dirigir l'empresa fins que va morir la matinada del 22 de juliol de 1882, llavors la seva viuda, Emília Carles Tolrà, esdevinguda propietària de tot el patrimoni Tolrà, va encomanar la direcció de l'empresa al seu jove nebot Emili Carles-Tolrà, alhora també net d'una germana de Josep Tolrà.
A finals del segle xix l'empresa tenia una extensió de 26.000 m² i estava formada per dues fàbriques: can Barba, amb els annexos de cal Xom-laFarga-Molí del Vergés, i el Molí d'en Busquets. 700 operaris treballaven per torns dia i nit mitjançant la llum elèctrica, i les màquines funcionaven amb la força de l'aigua de les tres rodes hidràuliques, situades en el riu aprofitant la construcció esglaonada dels tres cossos, i dues màquines de vapor de 200 c.v. cada una.

### Segle XX
El bon funcionament de l'empresa de finals del segle passat va continuar sempre en línia ascendent. Cap al 1914 les instal·lacions de l'empresa Vídua de J. Tolrà eren anomenades el Sot de can Barba. Consten dades que a finals de la dècada de 1910 a la fàbrica hi ha certa tensió entre els treballadors i els patrons que va fer necessària la intervenció del governador civil. El 1929, la fàbrica va tornar a modernitzar les seves màquines, el que va provocar que una delegació d'estudiants del Real Politécnico Hispano-americano visitessin les instal·lacions de la fàbrica i fossin rebuts per l'aleshores director, Ricard Benasco.
El 1935 l'empresa va esdevenir societat anònima. A conseqüència de l'inici de la Guerra Civil, Emili Carles-Tolrà es va exiliar a Itàlia. En els primers mesos de la revolta militar, fou assassinat el seu director, Ricard Benasco, i la fàbrica fou col·lectivitzada, sota la direcció d'un comitè de fàbrica arribant a produir divers material de guerra. En la represa industrial després de 1939 ja no hi fou present Emili Carles-Tolrà i Amat. No obstant això, la família va continuar les activitats que es veieren fortament impulsades i incrementades amb l'entrada a la societat dels germans Valls Taberner, amos de la raó social Manufactures Valls, S.A., que es feren càrrec de la majoria del capital de l'empresa, que hi aportaren la seva experiència en el tèxtil del cotó. L'última ampliació de la fàbrica fou el 1956 en inaugurar-se l'anomenada Fàbrica Nova, situada a la zona dels Pedrissos en els antics camps del Casé. Aquesta ampliació es va fer coincidir amb el centenari de la fundació de l'empresa pel que es va organitzar un gran acte el 10 de desembre de 1956. L'acte va comptar amb un concert ofert per l'orquestra del Gran Teatre del Liceu i hi foren convidades personalitats com el procurador de les corts, els consellers delegats, i com no Emili Carles-Tolrà. L'acte va acabar amb un dinar a l'ateneu per a les personalitats, els accionistes i els alts càrrecs de l'empresa, mentre que els treballador van rebre una paga extra proporcional a l'antiguitat a l'empresa.
Amb les inundacions del 1962, la fàbrica va quedar totalment negada per la crescuda del Riu Ripoll. Afortunadament, el responsable de fer sonar la sirena va preveure aquesta situació i feu sonar el Bram (nom popular que tenia la sirena de la fàbrica) per a desallotjar tots els treballadors. Tan sols dos del treballadors, Fidel Guasch i Anna Maria Pagès, van quedar penjats d'uns embarrats a la fàbrica de Can Barba.
L'empresa va seguir fent el seu curs, de forma correlacional amb l'economia espanyola i el declivi del tèxtil. El 13 de febrer de 1982 l'empresa va rebre el reconeixement del Foment del Treball per la seva activitat. La crisi del tèxtil, però, no fou aliena a l'empresa i el 19 de juny de 1986 quan comptava amb 800 treballadors va haver de presentar suspensió de pagaments conseqüència dels mals resultats empresarials. Durant la segona meitat del 1994 l'empresa va tancar definitivament les instal·lacions de can Barba i el Molí d'en Busquets, i des del gener de 1995 la Fàbrica Nova. D'aquesta manera desapareixia una vinculació entre empresa i vila de més de 100 anys.

## Condicions Laborals
La Fàbrica Tolrà va ser en molts aspectes modèlica, sobretot en el tracte amb els treballadors. En aquest sentit, el 4 de febrer de 1898 va fundar una caixa de pensions i retirs per als treballadors. Al llarg dels anys, va autoritzar i ajudar econòmicament una mútua entre els treballadors per ajudar els malalts i donar un petit retir als homes per esperar fins al 1938, any en què havien de començar a cobrar de l'Institut Nacional de Previsió. Quan el govern de la República revisà la legislació sobre les condicions dels treballadors, obligant a les empreses a establir una setmana de vacances i la paga corresponent, els treballadors de la Tolrà ja feia temps que en gaudien. L'any 1931, amb el país amb plena efervescència de revolta obrera i sol·licitant millores en les condicions laborals, Emili Carles-Tolrà decideix millorar les dels seus treballadors. Dins de les mesures que va prendre s'incloïa un augment de sou, reducció de la jornada laboral i supressió del torn de nit. A més a més, el patró va augmentar el subsidi per aquells treballadors ja retirats de l'empresa, en alguns casos un increment del 100%.
El 9 d'octubre de 1932, amb motiu del 50è aniversari d'Emili Carles-Tolrà com a patró de l'empresa familiar, els encarregats i els treballadors de les fàbriques li feren un homenatge col·locant a l'entrada de la fàbrica una placa commemorativa obra de Gabriel Bechini i amb pedra de Cabrils (lloc d'origen de la família Tolrà), i segons el projecte i els relleus fosos en bronze de Ricard Marlet. Les despeses foren sufragades per subscripció entre tots els treballadors. Per la seva part el sr. Carles Tolrà, correspongué a cada treballador amb un àlbum recordatori, encapçalat amb la inscripció de la placa commemorativa, en el qual hi havia reproduïdes les cartes signades respectivament per Ricard Benasco, director de l'empresa i en nom de tots els treballadors, classificats per fàbriques i seccions, i les reproduccions de les plaques en baix relleu del pedró, i la contraportada, de l'escut de la casa Tolrà amb la data de la diada.

## Llegat a la vila
El bon funcionament de l'empresa va convertir a Josep Tolrà Abellà, a la seva viuda, Emília Carles Tolrà, i als seus successors en la direcció de l'empresa, Emili Carles-Tolrà Amat, i més modernament Domènec Valls i Taberner, en els mecenes de les necessitats del poble des de la segona meitat del segle xix fins als anys 50. Josep Tolrà fou alcalde, Emília Carles va costejar les despeses de construcció i adequació de l'església parroquial, dels safareigs de la Baixada de Cal Verge i de la Baixada del Palau, de les Escoles del Patronat Tolrà i de les Escoles Pies de Castellar, del Cafè de Cal Viñas en el carrer Major com a casa de la vila, i Emili Carles-Tolrà col·laborant extraordinàriament en la construcció de l'Escola Pública Emili Carles Tolrà. A partir dels anys 40 i ja com a Empresa Tolrà, es van fer diverses obres socials portades a terme (construcció de cases per als treballadors, construcció del camp de futbol Pepín Valls, arranjament de l'edifici de l'Ateneu Castellarenc, l'Escola d'Arts i Oficis, la guarderia del Palau Tolrà i un economat per als seus treballadors situat a l'Ateneu i després a can Turuguet).

## L'assassinat de Pepín Valls
El 24 de març de 1949 es produí a la fàbrica un fet excepcionalment tràgic i probablement dels més anomenats en la crònica negra castellarenca. Un treballador de l'empresa, Cándido Sidón, va assassinar a trets Josep Ma Valls Rusiñol, gerent de l'empresa i nebot de Domènec Valls Taberner, i a Josep Basora Arderiu, director d'aquesta. Els fets, que també comportaren tres ferits greus, commogueren a tots els treballadors de l'empresa i a tot el poble, i al país en general, ja que Josep Basora era pare de l'aleshores jugador del Futbol Club Barcelona, Estanislau Basora. Com a recordança, durant el 1950 foren batejats la nova avinguda amb cases per als treballadors en aquest sector del poble amb el nom de Josep Mª Valls; el camp de futbol amb el nom amb què era conegut popularment, "Pepín Valls"; i el carrer de l'Hospital amb el de Josep Basora.